# Episodi di Rob
La prima ed unica stagione della serie televisiva Rob è stata trasmessa sul canale statunitense CBS dal 12 gennaio al 1º marzo 2012.
In Italia è inedita.
| nº | Titolo originale   | Titolo italiano | Prima TV USA     | Prima TV Italia |
| -- | ------------------ | --------------- | ---------------- | --------------- |
| 1  | Pilot              |                 | 12 gennaio 2012  |                 |
| 2  | Second Wedding     |                 | 19 gennaio 2012  |                 |
| 3  | The Pillow         |                 | 26 gennaio 2012  |                 |
| 4  | Family Secrets     |                 | 2 febbraio 2012  |                 |
| 5  | Rob Learns Spanish |                 | 9 febbraio 2012  |                 |
| 6  | The Baby Bug       |                 | 16 febbraio 2012 |                 |
| 7  | Romantic Weekend   |                 | 23 febbraio 2012 |                 |
| 8  | Dad Comes to Visit |                 | 1º marzo 2012    |                 |